# مجموعة إيرباص
مجموعة ايرباص (بالإنجليزية: Airbus Group)، هي شركة صناعات فضائية ودفاعية أوروبية متعددة الجنسيات. تتخذ من تولوز في فرنسا مقرا لها. تتكون مجموعة إيرباص من ثلاثة قطاعات أعمال، إيرباص وايرباص للدفاع والفضاء،وايرباص هيليكوبترز. تأسست الشركة في الأصل باسم شركة الدفاع والفضاء الجوية الأوروبية (European Aeronautic Defence and Space Company NV) والتي عرفت أختصاراُ باسم ايادس (EADS) في 10 يوليو 2000، بعد اندماج كل من: ايروسباسيال ماترا، دايملر كرايسلر الفضائية(داسا) وكاسا. في يناير 2014، أعيد تنظيم هيكلة ايادس واستبدل اسمها إلى مجموعة إيرباص، وتم الجمع بين وحدتين تطوير وتسويق الطائرات المدنية والعسكرية، وكذلك نظم الاتصالات والصواريخ والصواريخ الفضائية وطائرات الهليكوبتر والأقمار الصناعية والنظم ذات الصلة.

## تاريخ ايادس
يوضح الرسم البياني (غير مكتمل) توطيد شركة الدفاع والفضاء الجوية الأوروبية، من حيث عمليات الاندماج والاستحواذ للشركات، والتي سبقت إنشاء مجموعة إيرباص الحالية:
|  | إيروسباسيال (تشكلت في 1970) |
|  |                             |
|  | ماترا (تأسست 1937)          |
|  |                             |

|  | مصالح الطيران دايملر بنز              |
|  |                                       |
|  | أم تي يو للمحركات الجوية (تأسست 1934) |
|  |                                       |
|  | دورنير للطائرات (تأسست 1922)          |
|  |                                       |

|  | إيروسباسيال (تشكلت في 1970) |
|  |                             |
|  | ماترا (تأسست 1937)          |
|  |                             |

|  | مصالح الطيران دايملر بنز              |
|  |                                       |
|  | أم تي يو للمحركات الجوية (تأسست 1934) |
|  |                                       |
|  | دورنير للطائرات (تأسست 1922)          |
|  |                                       |

إي أي دي أس (بالإنجليزية: EADS, European Aeronautic Defence and Space company) (شركة الفضاء والدفاع الجوي الأوروبية) هي مجموعة صناعية، رقم 1 في الصناعات الجوية والفضائية في أوروبا.
احدثت إي أي دي أس في 10 يوليو 2000 باندماج الألماني دايملر كرايسلر ايروسبايس أي جي (بالإنجليزية: (DaimlerChrysler Aerospace AG (DASA)، والأسباني كازا (بالإسبانية: (Construcciones Aeronáuticas SA (CASA) والفرنسي ايروسباسيال ماترا (بالفرنسية: Aérospatiale-Matra).
إي أي دي أس هي شركة تخضع للقانون الهولندي. وهي مدرجة ببورصات يورونكست، فرانكفورت، مدريد وباريس.

## التنظيم
- إيرباص
  - إي أي دي أس سوجيرما
  - إيرباص العسكرية
- يوروكوبتر
- أستريوم
  - استريوم ستالايتز
  - استريوم سبيس ترانسبورتيشن
  - استريوم سرفيسز.
- كاسيديان

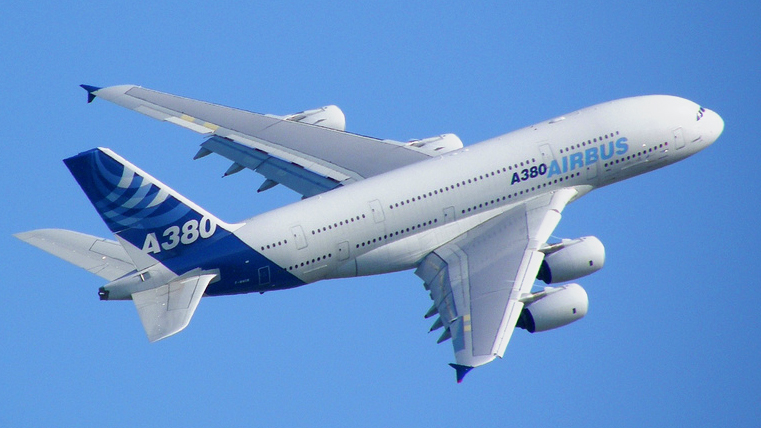
إيرباص إيه 380

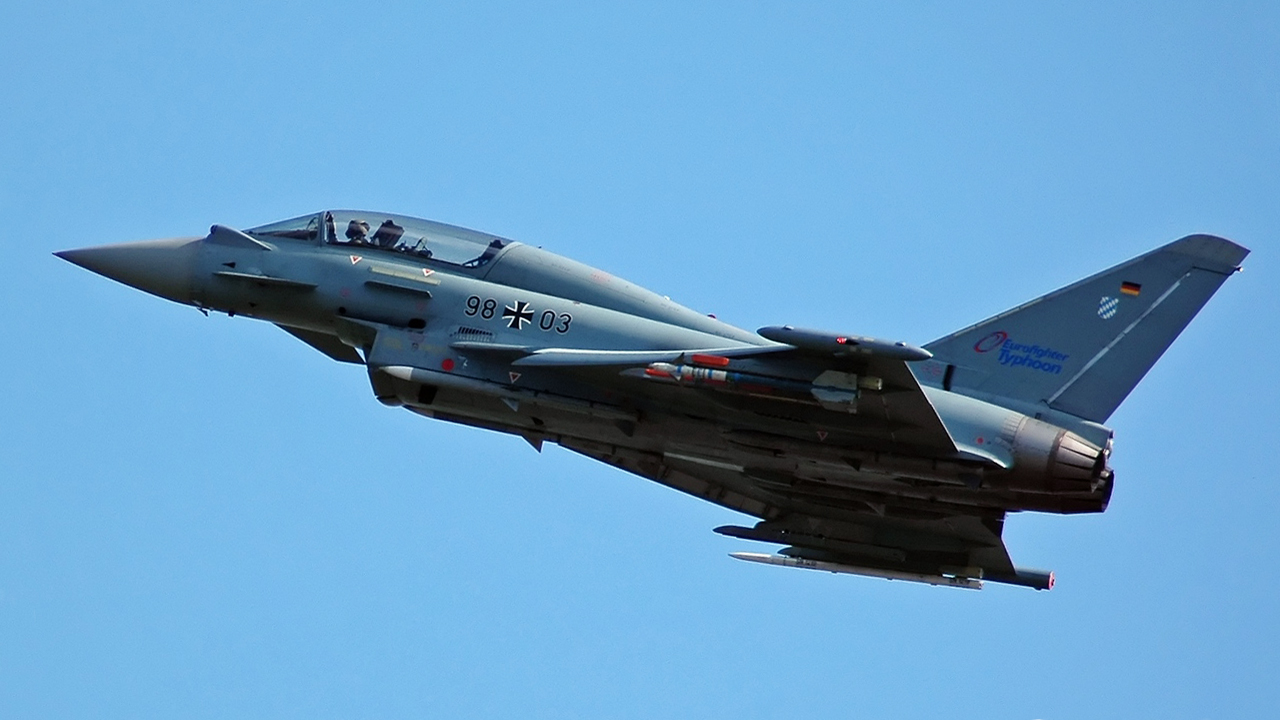
يوروفايتر تايفون

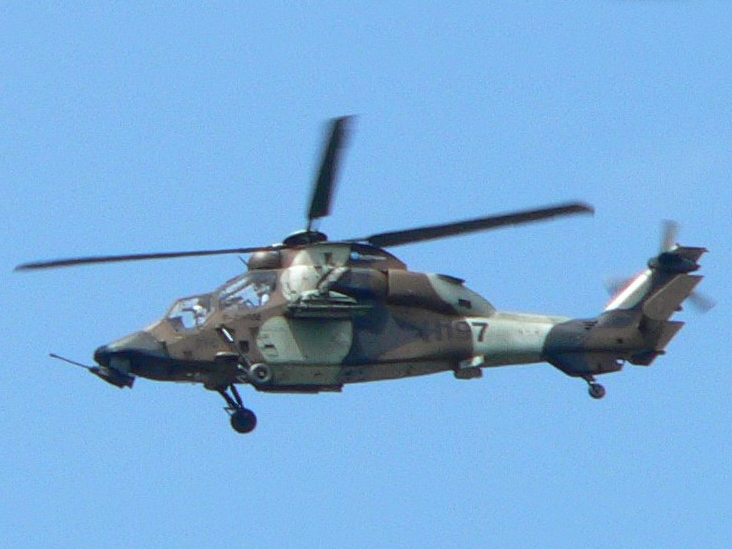
يوروكوبتر تايغر

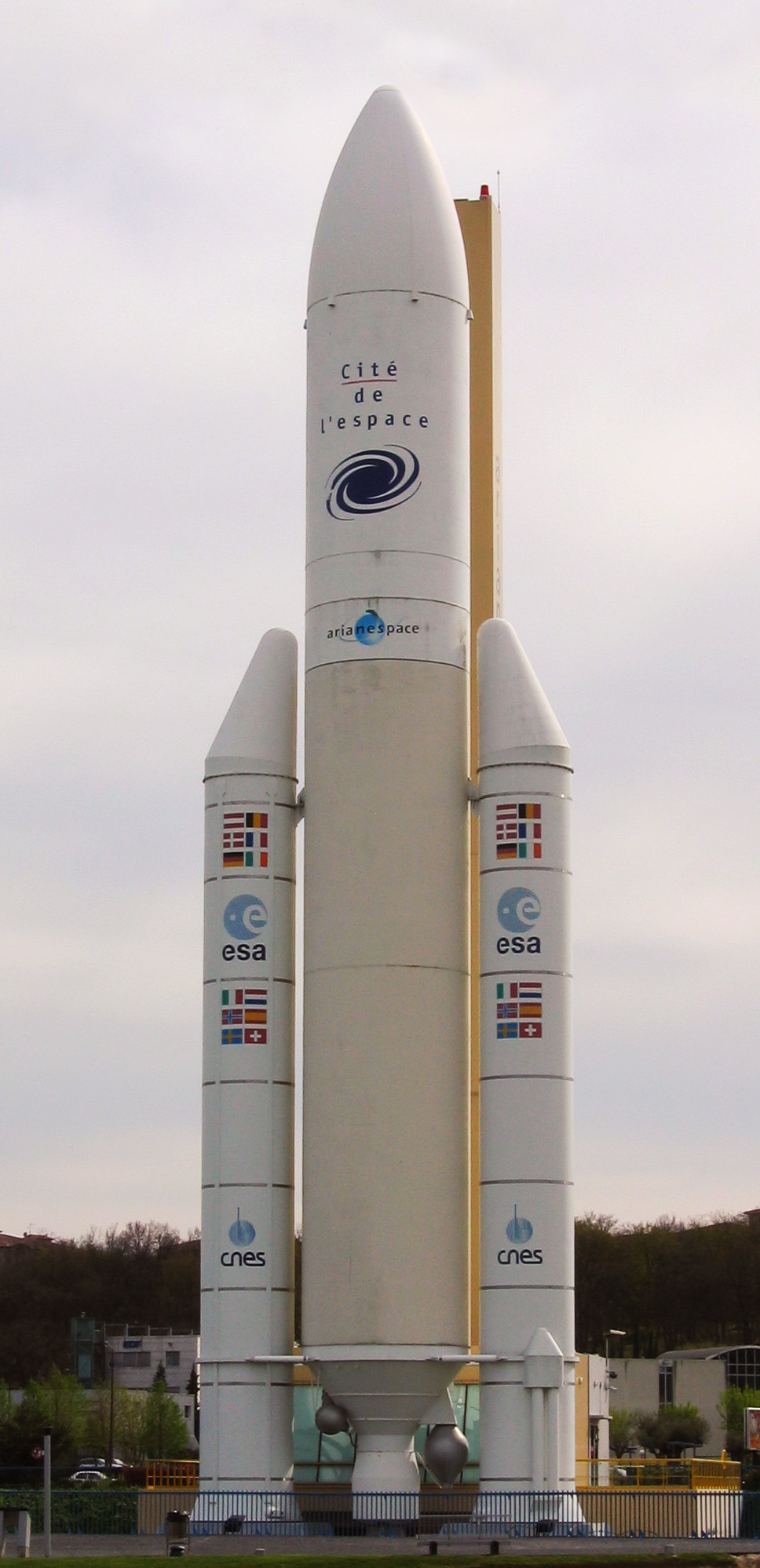
أريان 5

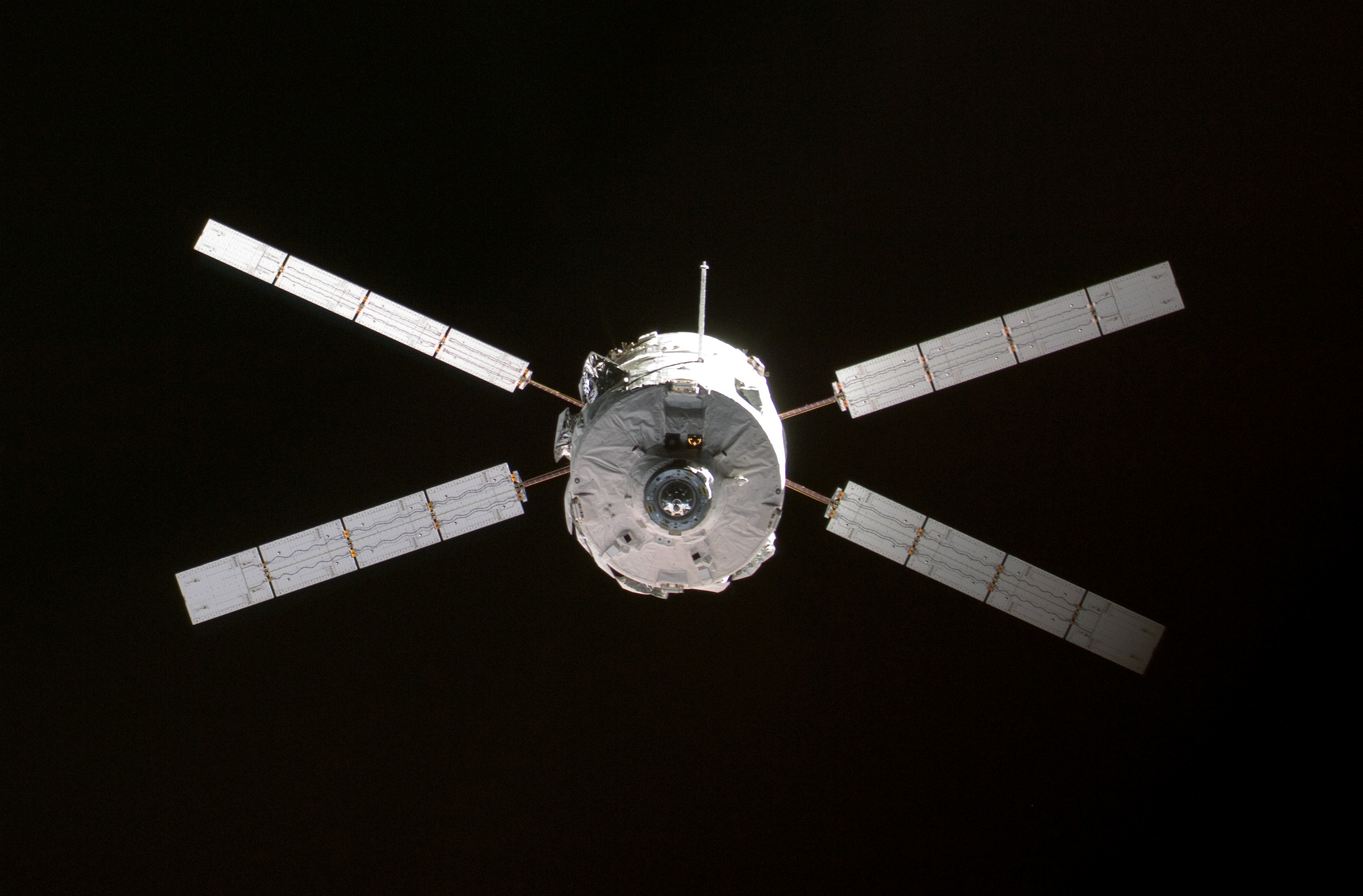
يوليس فيرنا أي تي في

  - كاسيديان إلكترونيكز - تطور وتصنع الحساسات، الرادارات، إلكترونيات الطيران وأنظمة القتال الإلكترونية للتطبيقات العسكرية والأمنية.
  - كاسيديان أير سيستمز - تطور الأنظمة الجوية بطيار وبدون طيار (يو أي في)، إلكترونيات الطيران للمهمات، إلكترونيات الدفاع وأنظمة الإنذار.
  - كاسيديان سيستمز - تقدم حلول للأمن العالمي مثل التحكم والسيطرة، قيادة النظام المتكامل، تيترا وتيترابول أنظمة الاتصالات للأمن المدني، الصناعة، النقل والدفاع. هذا خط العمل كان الأول في العالم الذي يبدأ باختبارات عملية خدمة بيانات تيترا المحسنة.(TEDS).[17]
  - يوروفايتر ذ.م.م. (46%) –  المصنعة لـ يوروفايتر تايفون.
  - إي أي دي إس 3 سيقما –  شركة أغريقية تركر على التصميم، التطوير، الإنتاج وخدمات التموين للمحمول جواً وخدمات أنظمة الطيران بلا طيار للأهداف الأرضية.
  - أم بي دي أي (37.5%) –  تطوير وتصنيع الصواريخ

### وحدات أخرى
- إي أي دي إس نورث أمريكا  –  الشركة الأمريكية التي تدير أنشطة إي أي دي إس في شمال أمريكا.
  - أمريكان يوروكوبتر
  - كاسيديان كومنكيشن (سابقاً بلانت سي أم إل) هو المنتج لاتصالات الأزمات، التنبيهات، وبي25 أنظمة الاتصال اللاسلكية الأرضية.[18]
- أي تي آر (50%) –  مصنّع الطيران الجوي المناطقي
- سوكاتا (30%) مصنّع للطيران والملاحة الجوية العامة
- إي أي دي إس إي أف دبليو
- إي أي دي إس إنوفيشن وركس (الأبحاث والتطوير)
- أريان سبيس (30%)
- دورنيير كونسلتينق
- ديسولت أفيشن (45.76%) –  المصنعة للمقاتلات الجوية مثل ديسولت رافال أو ديسولت ميراج 2000.
- باتريا (26.8%) شركة الدفاع الفنلندية
- بريميوم أيروتيك[19]

## إعادة الهيكلة
أعلنت إي أي دي إس أنها ستجري إعادة هيكلة وتغير اسم المجموعة من إي أي دي إس إلى شركة إيرباص لصناعة الطائرات  اعتباراً من مطلع عام 2015م وتشهد عملية إعادة الهيكلة تشكيل الشركة علي ثلاث وحدات وهي إيرباص ميليتري واستريوم وكاسيديان وبذلك يتم تخفيض قطاعات الشركة من أربع قطاعات رئيسية إلى ثلاث فقط .

## وصلات خارجية
- الموقع الإلكتروني